# Kaltenbrunn (Südtirol)

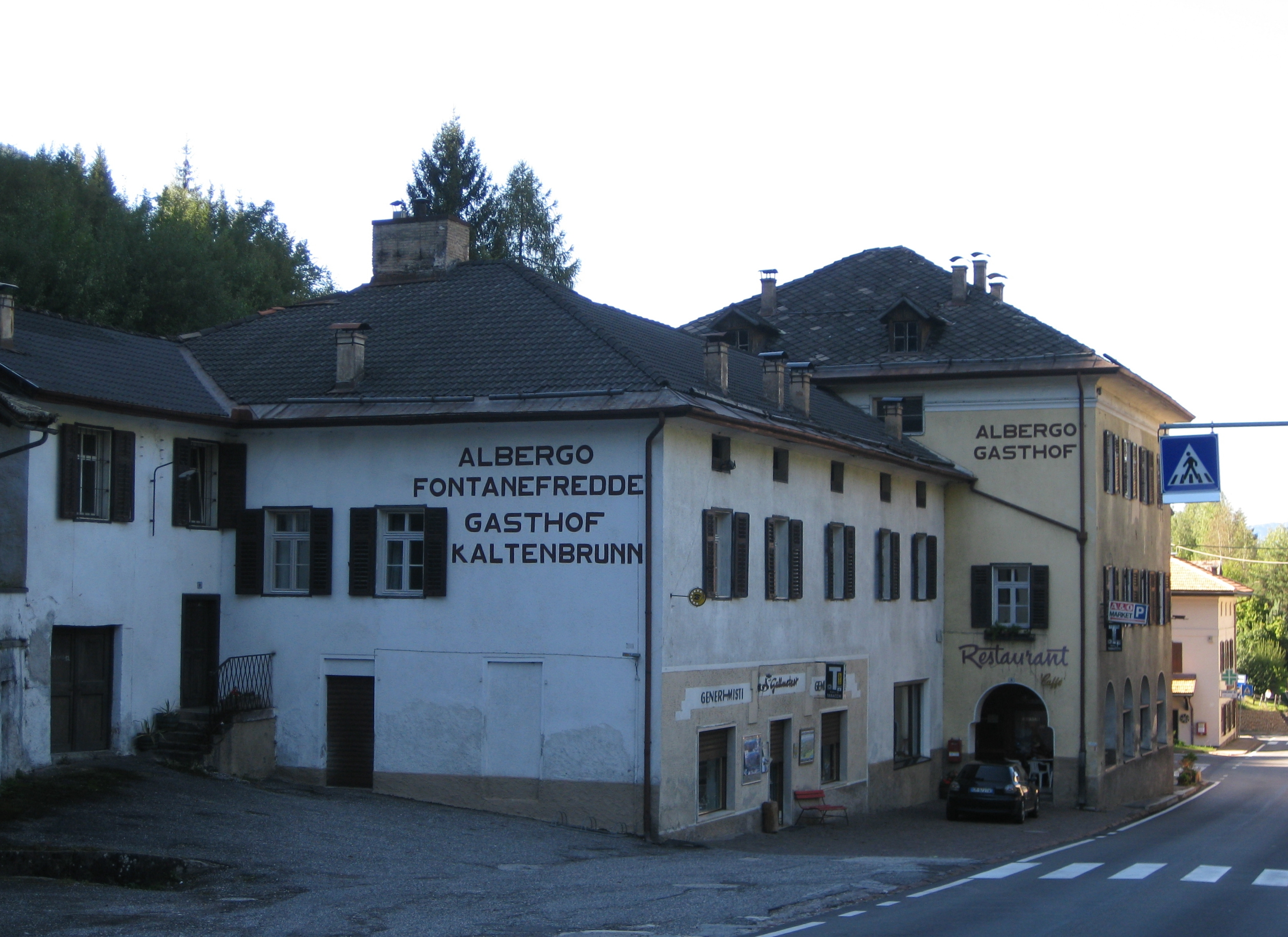
Der Gasthof Kaltenbrunn im kleinen Ortskern

Kaltenbrunn (italienisch Fontanefredde) ist eine vor allem als Straßenknotenpunkt bekannte Ortschaft im Süden Südtirols (Italien), die teils zur Gemeinde Truden und teils zur Gemeinde Montan gehört. Der kuriose Grenzverlauf zieht sich, grob der Hauptstraße folgend, der Länge nach durch den Ort.
Kaltenbrunn befindet sich im zu den Fleimstaler Alpen gezählten bewaldeten Höhenzug, der das Etschtal im Bereich des Unterlands vom Fleimstal trennt, nordwestlich unterhalb des San-Lugano-Sattels. Kaltenbrunn hat den Charakter eines kleinen Straßendorfs, dessen wenige Häusern sich großteils entlang der SS 48 aufreihen. Direkt in Kaltenbrunn zweigt die Straße zum Dorf Truden ab, einige hundert Meter weiter Richtung San Lugano die Straße nach Radein.
Die Ortschaft ist nach einer schon früh bekannten, kalten Quelle benannt, der Heilkräfte zugeschrieben wurden. Im Gesamturbar Graf Meinhards II. von 1288 wird landesfürstlicher Besitz „ze Chaltenbrunnen“ verzeichnet. Durch die Lage an der zwei große Talschaften verbindenden Straße erlebte Kaltenbrunn im 19. Jahrhundert einen gewissen wirtschaftlichen Aufschwung, von dem noch der heute bestehende, einst sogar über eine eigene Brauerei verfügende Gasthof Kaltenbrunn zeugt. In den Jahren von 1917 bis 1963 bestand hier ein Bahnhof der Fleimstalbahn. Von 1938 bis 1939 wurde im Ort die kleine, bescheiden ausgestattete Kirche St. Josef errichtet.
Im zu Montan gehörenden Teil von Kaltenbrunn gibt es einen Kindergarten für die deutsche Sprachgruppe.